# Emil Olsson i Kyrkebol

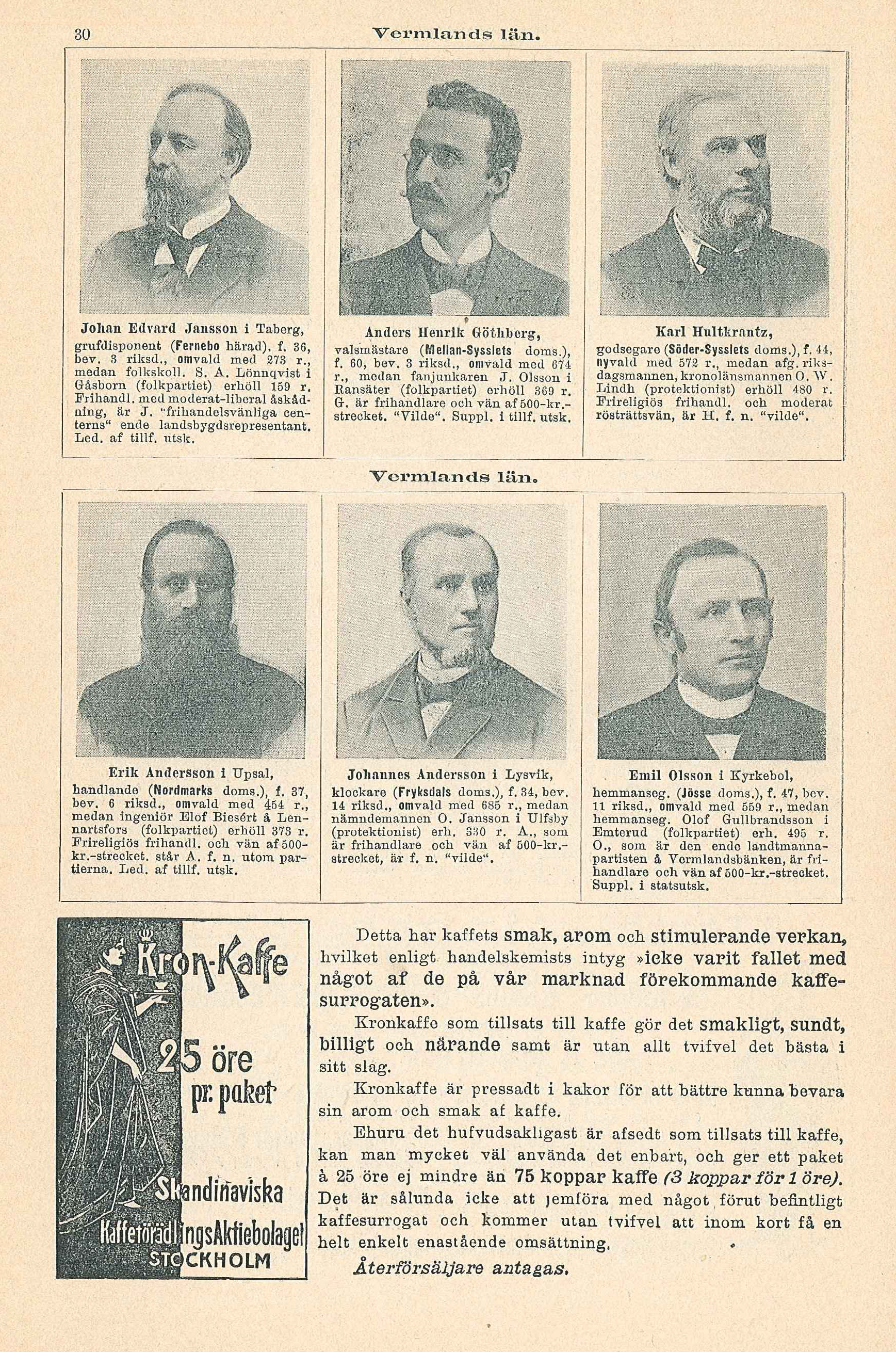
Ledamöter från Värmlands län 1897

Olof Emil Olsson, Olsson i Kyrkebol, född 16 mars 1847 på Strand i Ny socken, Värmlands län, död 2 maj 1933 i Kyrkebol, Ny församling, var en svensk hemmansägare och riksdagsman. Olsson var hemmansägare i Kyrkebol i Ny församling. Han var ledamot av Riksdagens andra kammaren 1887-1899, invald för Jösse domsagas valkrets. 
Olsson tillhörde den så kallade Riksdagsmannasläkten från Ny. Han var son till hemmansägaren och riksdagsmannen Olof Olsson i Olebyn och Kristina Olsdotter, han var näst äldst i en syskonskara om nio barn (varav åtta nådde vuxen ålder). Bror till Axel Nylander, kommunalman i Karlskoga landskommun och mormors bror till Eva Wennerström-Hartmann, folkpartistisk politiker. Gifte sig 1872 med Sofia Nilsson och fick med henne sex barn (varav fyra nådde vuxen ålder). Valdes 1876 till nämndeman och var landstingsman 1878-1883, 1885-1886 samt 1904-1922. 
I det ordinarie andrakammarvalet 1887 valdes Olsson till riksdagsman för Jösse domsaga, Värmlands län. Han representerade Lantmannapartiet och anslöt sig till Gamla Lantmannapartiet vid partiets splittring 1888. Partierna återförenades 1895. Olsson var valman i justitiemannavalen 1889-1890 samt fullmäktigevalen 1892. Han var suppleant i lagutskottet 1891 samt i statsutskottet 1892, 1893-1899. Under sin riksdagsmannatid författade Olsson tolv motioner  om anslag till vägnätet, nya provinsialläkaredistrikt, befrielse för fattigvårdsstyrelserna i gränskommunerna att befatta sig med hitförpassade nödställda svenska undersåtar (1893:116), ändringar i värnpliktslagen och tryckfrihetsförordningen samt att nämndemän i andra kommuner bör ingå i vägsyn.
Emil Olsson avled den 2 maj 1933 i sitt hem på Åsen, Kyrkebol 86 år gammal. Han begravdes på Ny kyrkogård nära sitt hem nordväst om Arvika.